# Liga Europeană EHF Feminin 2022-2023 - faza grupelor
Acest articol descrie faza grupelor Ligii Europene EHF Feminin 2022-2023.

## Distribuția echipelor

### Echipe calificate
Următoarele echipe s-au calificat în această fază a competiției: 
| Echipă                 | Echipă        |
| ---------------------- | ------------- |
| Herning-Ikast Håndbold | Debreceni VSC |
| Paris 92               | Molde HK      |

| Echipă                 | Echipă                 |
| ---------------------- | ---------------------- |
| Mosonmagyaróvári KC SE | Thüringer HC           |
| Siófok KC              | Fana IL                |
| Váci NKSE              | Sola HK                |
| ESBF Besançon          | RK Podravka Koprivnica |
| Neptunes de Nantes     | Nykøbing Falster HK    |
| Borussia Dortmund      | SCM Râmnicu Vâlcea     |

### Distribuția în urnele valorice
Cele 16 echipe calificate în faza grupelor au fost distribuite în 4 urne valorice de câte 4 echipe fiecare.
| Urna 1                                                 | Urna a 2-a                                                         | Urna a 3-a                                                      | Urna a 4-a                                            |
| ------------------------------------------------------ | ------------------------------------------------------------------ | --------------------------------------------------------------- | ----------------------------------------------------- |
| Herning-Ikast Håndbold Paris 92 Debreceni VSC Molde HK | Nykøbing Falster HK ESBF Besançon Mosonmagyaróvári KC SE Váci NKSE | Neptunes de Nantes Borussia Dortmund Sola HK SCM Râmnicu Vâlcea | RK Podravka Koprivnica Thüringer HC Siófok KC Fana IL |

### Tragerea la sorți
Tragerea la sorți pentru distribuția în grupe a Ligii Europene EHF Feminin 2022-2023 a avut loc pe 15 decembrie 2022.

## Format
În fiecare grupă, echipele au jucat într-un turneu de tip fiecare cu fiecare, cu meciuri pe teren propriu și în deplasare. Primele două echipe din fiecare grupă s-au calificat în sferturile de finală. Echipele provenind din aceeași federație națională au fost protejate, neputând fi extrase în aceeași grupă.

## Departajare
În faza grupelor, echipele au fost departajate pe bază de punctaj (2 puncte pentru victorie, 1 punct pentru meci egal, 0 puncte pentru înfrângere). La terminarea fazei grupelor, dacă două sau mai multe echipe dintr-o grupă au acumulat același număr de puncte, atunci departajarea lor s-a făcut conform regulamentului, ținând cont de următoarele criterii și în următoarea ordine:
1. Cel mai mare număr de puncte obținute în meciurile directe;
2. Golaveraj superior în meciurile directe;
3. Cel mai mare număr de goluri înscrise în meciurile directe (sau în meciul din deplasare, în cazul sistemului tur-retur);
4. Golaveraj superior în toate meciurile din grupă;
5. Cel mai bun golaveraj pozitiv în toate meciurile din grupă;

În timpul fazei grupelor, doar criteriile 4–5 s-au aplicat pentru a determina clasamentul provizoriu al echipelor.

## Grupele
Prin regulament, partidele au fost programate a se desfășura pe 7–8 ianuarie, 14–15 ianuarie, 21–22 ianuarie, 4–5 februarie, 11–12 februarie și 18–19 februarie 2023. În urma tragerii la sorți au rezultat următoarele grupe:

### Grupa A
| Loc | Echipa            | MJ | V | E | Î | GM  | GP  | DG  | Pct | Calificare           |
| --- | ----------------- | -- | - | - | - | --- | --- | --- | --- | -------------------- |
| 1   | Borussia Dortmund | 6  | 5 | 0 | 1 | 176 | 154 | +22 | 10  | Sferturile de finală |
| 2   | Siófok KC         | 6  | 4 | 0 | 2 | 153 | 149 | +4  | 8   | Sferturile de finală |
| 3   | ESBF Besançon     | 6  | 3 | 0 | 3 | 172 | 163 | +9  | 6   |                      |
| 4   | Molde HK          | 6  | 0 | 0 | 6 | 168 | 203 | −35 | 0   |                      |

| 8 ianuarie 2023 14:00 | Borussia Dortmund    | 33 – 32 | Molde HK      | Westpress Arena, Hamm Asistență: 545 Arbitri: Rauchs, Linster |
| 8 ianuarie 2023 14:00 | Bleckmann, Olssson 6 | (19–15) | M. Obaidli 16 | Westpress Arena, Hamm Asistență: 545 Arbitri: Rauchs, Linster |
| 8 ianuarie 2023 14:00 | 4×                   | Raport  | 2× 1×         | Westpress Arena, Hamm Asistență: 545 Arbitri: Rauchs, Linster |

| 8 ianuarie 2023 18:00 | ESBF Besançon   | 30 – 21 | Siófok KC      | Palais des sports Ghani-Yalouz, Besançon Asistență: 2800 Arbitri: Lindenbaum, Laron |
| 8 ianuarie 2023 18:00 | Mairot, Zazaï 5 | (15–9)  | Mavsar, Papp 5 | Palais des sports Ghani-Yalouz, Besançon Asistență: 2800 Arbitri: Lindenbaum, Laron |
| 8 ianuarie 2023 18:00 | 5× 1×           | Raport  | 2×             | Palais des sports Ghani-Yalouz, Besançon Asistență: 2800 Arbitri: Lindenbaum, Laron |

| 14 ianuarie 2023 20:00 | Molde HK               | 29 – 41 | ESBF Besançon   | Molde Arena, Molde Asistență: 1700 Arbitri: Fukala, Mohyla |
| 14 ianuarie 2023 20:00 | T. Deila, M. Obaidli 6 | (15–17) | Mairot, Nosek 7 | Molde Arena, Molde Asistență: 1700 Arbitri: Fukala, Mohyla |
| 14 ianuarie 2023 20:00 | 5× 1×                  | Raport  | 7× 1×           | Molde Arena, Molde Asistență: 1700 Arbitri: Fukala, Mohyla |

| 15 ianuarie 2023 14:00 | Siófok KC | 27 – 24 | Borussia Dortmund | Kiss Szilárd Sportcsarnok, Siófok Asistență: 800 Arbitri: Hatipoğlu, Şimşek |
| 15 ianuarie 2023 14:00 | Mavsar 10 | (13–11) | Olsson 8          | Kiss Szilárd Sportcsarnok, Siófok Asistență: 800 Arbitri: Hatipoğlu, Şimşek |
| 15 ianuarie 2023 14:00 | 5× 1×     | Raport  | 3× 1×             | Kiss Szilárd Sportcsarnok, Siófok Asistență: 800 Arbitri: Hatipoğlu, Şimşek |

| 21 ianuarie 2023 16:00 | Siófok KC | 30 – 22 | Molde HK          | Kiss Szilárd Sportcsarnok, Siófok Asistență: 870 Arbitri: Bojinovski, Nacevski |
| 21 ianuarie 2023 16:00 | Papp 9    | (13–12) | Nypan, Øyerhamn 4 | Kiss Szilárd Sportcsarnok, Siófok Asistență: 870 Arbitri: Bojinovski, Nacevski |
| 21 ianuarie 2023 16:00 | 4×        | Raport  | 2×                | Kiss Szilárd Sportcsarnok, Siófok Asistență: 870 Arbitri: Bojinovski, Nacevski |

| 16 ianuarie 2023 16:00 | ESBF Besançon | 27 – 30 | Borussia Dortmund | Palais des sports Ghani-Yalouz, Besançon Asistență: 1900 Arbitri: Mikelić, Parađina |
| 16 ianuarie 2023 16:00 | Zazaï 10      | (12–16) | Ossenkopp 7       | Palais des sports Ghani-Yalouz, Besançon Asistență: 1900 Arbitri: Mikelić, Parađina |
| 16 ianuarie 2023 16:00 | 3× 1×         | Raport  | 6× 1×             | Palais des sports Ghani-Yalouz, Besançon Asistență: 1900 Arbitri: Mikelić, Parađina |

| 5 februarie 2023 14:00 | Borussia Dortmund | 31 – 21 | ESBF Besançon | Westpress Arena, Hamm Asistență: 650 Arbitri: Kaluđerović, Vujačić |
| 5 februarie 2023 14:00 | Hausherr 6        | (16–8)  | Aoustin 7     | Westpress Arena, Hamm Asistență: 650 Arbitri: Kaluđerović, Vujačić |
| 5 februarie 2023 14:00 | 3×                | Raport  | 5×            | Westpress Arena, Hamm Asistență: 650 Arbitri: Kaluđerović, Vujačić |

| 5 februarie 2023 16:00 | Molde HK   | 29 – 32 | Siófok KC | Molde Arena, Molde Asistență: 373 Arbitri: Weijmans, Wolbertus |
| 5 februarie 2023 16:00 | T. Deila 7 | (14–20) | Papp 7    | Molde Arena, Molde Asistență: 373 Arbitri: Weijmans, Wolbertus |
| 5 februarie 2023 16:00 | 1×         | Raport  | 1×        | Molde Arena, Molde Asistență: 373 Arbitri: Weijmans, Wolbertus |

| 11 februarie 2023 16:00 | Molde HK   | 24 – 32 | Borussia Dortmund | Molde Arena, Molde Asistență: 600 Arbitri: Fält, Holm |
| 11 februarie 2023 16:00 | T. Deila 4 | (8–17)  | Bleckmann 8       | Molde Arena, Molde Asistență: 600 Arbitri: Fält, Holm |
| 11 februarie 2023 16:00 | 2×         | Raport  | 4×                | Molde Arena, Molde Asistență: 600 Arbitri: Fält, Holm |

| 11 februarie 2023 20:00 | Siófok KC | 20 – 18 | ESBF Besançon | Kiss Szilárd Sportcsarnok, Siófok Asistență: 1050 Arbitri: Lovin, Stancu |
| 11 februarie 2023 20:00 | Papp 6    | (12–9)  | Zazaï 4       | Kiss Szilárd Sportcsarnok, Siófok Asistență: 1050 Arbitri: Lovin, Stancu |
| 11 februarie 2023 20:00 | 6× 1×     | Raport  | 4× 1×         | Kiss Szilárd Sportcsarnok, Siófok Asistență: 1050 Arbitri: Lovin, Stancu |

| 18 februarie 2023 16:00 | ESBF Besançon | 35 – 32 | Molde HK     | Palais des sports Ghani-Yalouz, Besançon Asistență: 1900 Arbitri: Lidacka, Lesiak |
| 18 februarie 2023 16:00 | Mairot 8      | (18–17) | S. Obaidli 6 | Palais des sports Ghani-Yalouz, Besançon Asistență: 1900 Arbitri: Lidacka, Lesiak |
| 18 februarie 2023 16:00 | 4×            | Raport  | 2×           | Palais des sports Ghani-Yalouz, Besançon Asistență: 1900 Arbitri: Lidacka, Lesiak |

| 19 februarie 2023 14:00 | Borussia Dortmund | 26 – 23 | Siófok KC | Westpress Arena, Hamm Asistență: 11112 Arbitri: Praštalo, Balvan |
| 19 februarie 2023 14:00 | Ossenkopp 7       | (10–10) | Kajdon 5  | Westpress Arena, Hamm Asistență: 11112 Arbitri: Praštalo, Balvan |
| 19 februarie 2023 14:00 | 7× 1×             | Raport  | 5× 2×     | Westpress Arena, Hamm Asistență: 11112 Arbitri: Praštalo, Balvan |

### Grupa B
| Loc | Echipa                 | MJ | V | E | Î | GM  | GP  | DG  | Pct | Calificare           |
| --- | ---------------------- | -- | - | - | - | --- | --- | --- | --- | -------------------- |
| 1   | Herning-Ikast Håndbold | 6  | 6 | 0 | 0 | 189 | 147 | +42 | 12  | Sferturile de finală |
| 2   | Neptunes de Nantes     | 6  | 3 | 0 | 3 | 174 | 173 | +1  | 6   | Sferturile de finală |
| 3   | Mosonmagyaróvár KC     | 6  | 2 | 0 | 4 | 174 | 185 | −11 | 4   |                      |
| 4   | Fana IL                | 6  | 1 | 0 | 5 | 152 | 184 | −32 | 2   |                      |

| 8 ianuarie 2023 14:00 | Herning-Ikast Håndbold | 30 – 20 | Neptunes de Nantes | IBF Arena, Ikast Asistență: 1159 Arbitri: Altmár, Horváth |
| 8 ianuarie 2023 14:00 | Bakkerud 9             | (15–10) | Hagman 7           | IBF Arena, Ikast Asistență: 1159 Arbitri: Altmár, Horváth |
| 8 ianuarie 2023 14:00 | 4× 2×                  | Raport  | 1×                 | IBF Arena, Ikast Asistență: 1159 Arbitri: Altmár, Horváth |

| 8 ianuarie 2023 16:00 | Mosonmagyaróvári KC SE | 35 – 29 | Fana IL | UFM Aréna, Mosonmagyaróvár Asistență: 950 Arbitri: Jakovljević, Kovačević |
| 8 ianuarie 2023 16:00 | Stranigg 7             | (18–16) | Hatle 7 | UFM Aréna, Mosonmagyaróvár Asistență: 950 Arbitri: Jakovljević, Kovačević |
| 8 ianuarie 2023 16:00 | 3× 1×                  | Raport  | 2×      | UFM Aréna, Mosonmagyaróvár Asistență: 950 Arbitri: Jakovljević, Kovačević |

| 14 ianuarie 2023 20:00 | Neptunes de Nantes | 36 – 29 | Mosonmagyaróvári KC SE | Complexe Sportif Mangin Beaulieu, Nantes Asistență: 1210 Arbitri: Schols, Martens |
| 14 ianuarie 2023 20:00 | Hagman 8           | (18–15) | Lancz 10               | Complexe Sportif Mangin Beaulieu, Nantes Asistență: 1210 Arbitri: Schols, Martens |
| 14 ianuarie 2023 20:00 | 3× 1×              | Raport  | 4× 1×                  | Complexe Sportif Mangin Beaulieu, Nantes Asistență: 1210 Arbitri: Schols, Martens |

| 15 ianuarie 2023 18:00 | Fana IL   | 24 – 35 | Herning-Ikast Håndbold | Fana Arena, Nesttun Asistență: 923 Arbitri: Kinnari, Skogberg |
| 15 ianuarie 2023 18:00 | Solstad 7 | (15–15) | Mortensen 7            | Fana Arena, Nesttun Asistență: 923 Arbitri: Kinnari, Skogberg |
| 15 ianuarie 2023 18:00 | 1×        | Raport  | 3×                     | Fana Arena, Nesttun Asistență: 923 Arbitri: Kinnari, Skogberg |

| 21 ianuarie 2023 20:00 | Fana IL | 30 – 28 | Neptunes de Nantes | Fana Arena, Nesttun Asistență: 650 Arbitri: Ivanauskas, Jencevičius |
| 21 ianuarie 2023 20:00 | Hatle 7 | (13–17) | Hagman 8           | Fana Arena, Nesttun Asistență: 650 Arbitri: Ivanauskas, Jencevičius |
| 21 ianuarie 2023 20:00 | 5× 2×   | Raport  | 2× 1×              | Fana Arena, Nesttun Asistență: 650 Arbitri: Ivanauskas, Jencevičius |

| 21 ianuarie 2023 20:00 | Mosonmagyaróvári KC SE | 26 – 34 | Herning-Ikast Håndbold | UFM Aréna, Mosonmagyaróvár Asistență: 1006 Arbitri: Fahner, Kubis |
| 21 ianuarie 2023 20:00 | E. Tóth 7              | (13–15) | Scaglione 7            | UFM Aréna, Mosonmagyaróvár Asistență: 1006 Arbitri: Fahner, Kubis |
| 21 ianuarie 2023 20:00 | 4×                     | Raport  | 4×                     | UFM Aréna, Mosonmagyaróvár Asistență: 1006 Arbitri: Fahner, Kubis |

| 5 februarie 2023 14:00 | Neptunes de Nantes | 29 – 21 | Fana IL | Complexe Sportif Mangin Beaulieu, Nantes Asistență: 1122 Arbitri: Manea, Iliescu |
| 5 februarie 2023 14:00 | Hagman 6           | (14–12) | Berg 11 | Complexe Sportif Mangin Beaulieu, Nantes Asistență: 1122 Arbitri: Manea, Iliescu |
| 5 februarie 2023 14:00 | 3×                 | Raport  | 3×      | Complexe Sportif Mangin Beaulieu, Nantes Asistență: 1122 Arbitri: Manea, Iliescu |

| 5 februarie 2023 18:00 | Herning-Ikast Håndbold | 28 – 26 | Mosonmagyaróvári KC SE | IBF Arena, Ikast Asistență: 1050 Arbitri: Sîrbu, Serdiuc |
| 5 februarie 2023 18:00 | Bakkerud 6             | (15–13) | N. Tóth 7              | IBF Arena, Ikast Asistență: 1050 Arbitri: Sîrbu, Serdiuc |
| 5 februarie 2023 18:00 | 3× 2×                  | Raport  | 3×                     | IBF Arena, Ikast Asistență: 1050 Arbitri: Sîrbu, Serdiuc |

| 12 februarie 2023 18:00 | Fana IL      | 25 – 28 | Mosonmagyaróvári KC SE | Fana Arena, Nesttun Asistență: 698 Arbitri: Hannes, Hannes |
| 12 februarie 2023 18:00 | C. Solstad 7 | (9–14)  | Lancz 7                | Fana Arena, Nesttun Asistență: 698 Arbitri: Hannes, Hannes |
| 12 februarie 2023 18:00 | 3× 2×        | Raport  | 6× 1×                  | Fana Arena, Nesttun Asistență: 698 Arbitri: Hannes, Hannes |

| 12 februarie 2023 18:00 | Neptunes de Nantes | 28 – 33 | Herning-Ikast Håndbold | Complexe Sportif Mangin Beaulieu, Nantes Asistență: 1492 Arbitri: Duplîi, Pobedrina |
| 12 februarie 2023 18:00 | Grandveau 8        | (15–16) | Friis 8                | Complexe Sportif Mangin Beaulieu, Nantes Asistență: 1492 Arbitri: Duplîi, Pobedrina |
| 12 februarie 2023 18:00 | 3×                 | Raport  | 5× 1×                  | Complexe Sportif Mangin Beaulieu, Nantes Asistență: 1492 Arbitri: Duplîi, Pobedrina |

| 18 februarie 2023 18:00 | Herning-Ikast Håndbold | 29 – 23 | Fana IL      | IBF Arena, Ikast Asistență: 869 Arbitri: Weber, Weinquin |
| 18 februarie 2023 18:00 | Scaglione 6            | (11–9)  | Gabrielsen 6 | IBF Arena, Ikast Asistență: 869 Arbitri: Weber, Weinquin |
| 18 februarie 2023 18:00 | 1×                     | Raport  | 1×           | IBF Arena, Ikast Asistență: 869 Arbitri: Weber, Weinquin |

| 19 februarie 2023 16:00 | Mosonmagyaróvári KC SE   | 30 – 33 | Neptunes de Nantes  | UFM Aréna, Mosonmagyaróvár Asistență: 1006 Arbitri: Vujačić, Kažanegra |
| 19 februarie 2023 16:00 | Kovács, Lancz, G. Tóth 5 | (15–17) | Grandveau, Hagman 8 | UFM Aréna, Mosonmagyaróvár Asistență: 1006 Arbitri: Vujačić, Kažanegra |
| 19 februarie 2023 16:00 | 2× 1×                    | Raport  | 3× 1×               | UFM Aréna, Mosonmagyaróvár Asistență: 1006 Arbitri: Vujačić, Kažanegra |

### Grupa C
| Loc | Echipa              | MJ | V | E | Î | GM  | GP  | DG  | Pct | Calificare           |
| --- | ------------------- | -- | - | - | - | --- | --- | --- | --- | -------------------- |
| 1   | Nykøbing Falster HK | 6  | 4 | 0 | 2 | 172 | 151 | +21 | 8   | Sferturile de finală |
| 2   | Sola HK             | 6  | 4 | 0 | 2 | 171 | 156 | +15 | 8   | Sferturile de finală |
| 3   | Debreceni VSC       | 6  | 4 | 0 | 2 | 158 | 163 | −5  | 8   |                      |
| 4   | RK Podravka         | 5  | 0 | 0 | 5 | 150 | 181 | −31 | 0   |                      |

| 7 ianuarie 2023 20:00 | Debreceni VSC     | 28 – 27 | Nykøbing Falster HK | Hódos Imre Rendezvénycsarnok, Debrețin Asistență: 1800 Arbitri: Lidacka, Lesiak |
| 7 ianuarie 2023 20:00 | Kácsor, Planéta 7 | (10–11) | Svele 6             | Hódos Imre Rendezvénycsarnok, Debrețin Asistență: 1800 Arbitri: Lidacka, Lesiak |
| 7 ianuarie 2023 20:00 | 5× 1×             | Raport  | 2×                  | Hódos Imre Rendezvénycsarnok, Debrețin Asistență: 1800 Arbitri: Lidacka, Lesiak |

| 8 ianuarie 2023 18:00 | Sola HK | 35 – 29 | RK Podravka | Idrettshall, Stavanger Asistență: 1123 Arbitri: Geraets, Geraets |
| 8 ianuarie 2023 18:00 | Novak 7 | (23–14) | Pandza 7    | Idrettshall, Stavanger Asistență: 1123 Arbitri: Geraets, Geraets |
| 8 ianuarie 2023 18:00 | 2× 1×   | Raport  | 4× 1×       | Idrettshall, Stavanger Asistență: 1123 Arbitri: Geraets, Geraets |

| 14 ianuarie 2023 16:00 | Nykøbing Falster HK | 26 – 28 | Sola HK | Arena Næstved, Næstved Asistență: 1488 Arbitri: Pétursson, Þrastarson |
| 14 ianuarie 2023 16:00 | Halilcevic 6        | (13–12) | Novak 6 | Arena Næstved, Næstved Asistență: 1488 Arbitri: Pétursson, Þrastarson |
| 14 ianuarie 2023 16:00 | 2×                  | Raport  | 2× 1×   | Arena Næstved, Næstved Asistență: 1488 Arbitri: Pétursson, Þrastarson |

| 15 ianuarie 2023 16:00 | RK Podravka      | 20 – 26 | Debreceni VSC | Sportska dvorana Gimnazije „Fran Galović”, Koprivnica Asistență: 1500 Arbitri: Hannes, Hannes |
| 15 ianuarie 2023 16:00 | trei jucătoare 3 | (7–11)  | Töpfner 7     | Sportska dvorana Gimnazije „Fran Galović”, Koprivnica Asistență: 1500 Arbitri: Hannes, Hannes |
| 15 ianuarie 2023 16:00 | 2× 1×            | Raport  | 2×            | Sportska dvorana Gimnazije „Fran Galović”, Koprivnica Asistență: 1500 Arbitri: Hannes, Hannes |

| 22 ianuarie 2023 14:00 | Nykøbing Falster HK | 28 – 23 | RK Podravka | Arena Næstved, Næstved Asistență: 1950 Arbitri: Canbro, Kliko |
| 22 ianuarie 2023 14:00 | Flader, Wulff 5     | (12–10) | Kalaus 7    | Arena Næstved, Næstved Asistență: 1950 Arbitri: Canbro, Kliko |
| 22 ianuarie 2023 14:00 | 3×                  | Raport  | 4× 1×       | Arena Næstved, Næstved Asistență: 1950 Arbitri: Canbro, Kliko |

| 22 ianuarie 2023 18:00 | Sola HK             | 30 – 25 | Debreceni VSC | Idrettshall, Stavanger Asistență: 1003 Arbitri: Čerņavskis, Bogdanovs |
| 22 ianuarie 2023 18:00 | L. Deila, Tveiten 7 | (19–13) | Planéta 5     | Idrettshall, Stavanger Asistență: 1003 Arbitri: Čerņavskis, Bogdanovs |
| 22 ianuarie 2023 18:00 | 1×                  | Raport  | 3×            | Idrettshall, Stavanger Asistență: 1003 Arbitri: Čerņavskis, Bogdanovs |

| 4 februarie 2023 20:00 | Debreceni VSC                  | 25 – 21 | Sola HK           | Hódos Imre Rendezvénycsarnok, Debrețin Asistență: 2100 Arbitri: Hatipoğlu, Şimşek |
| 4 februarie 2023 20:00 | Füzi-Tóvizi, Hámori, Töpfner 4 | (13–13) | patru jucătoare 4 | Hódos Imre Rendezvénycsarnok, Debrețin Asistență: 2100 Arbitri: Hatipoğlu, Şimşek |
| 4 februarie 2023 20:00 | 5× 2×                          | Raport  | 4×                | Hódos Imre Rendezvénycsarnok, Debrețin Asistență: 2100 Arbitri: Hatipoğlu, Şimşek |

| 5 februarie 2023 14:00 | RK Podravka | 24 – 29 | Nykøbing Falster HK | Sportska dvorana Gimnazije „Fran Galović”, Koprivnica Asistență: 500 Arbitri: Di Domenico, Fornasier |
| 5 februarie 2023 14:00 | Kalaus 7    | (11–16) | Halilcevic 8        | Sportska dvorana Gimnazije „Fran Galović”, Koprivnica Asistență: 500 Arbitri: Di Domenico, Fornasier |
| 5 februarie 2023 14:00 | 5× 1×       | Raport  | 8×                  | Sportska dvorana Gimnazije „Fran Galović”, Koprivnica Asistență: 500 Arbitri: Di Domenico, Fornasier |

| 11 februarie 2023 16:00 | Nykøbing Falster HK | 34 – 22 | Debreceni VSC | Arena Næstved, Næstved Asistență: 747 Arbitri: Doicinov, Gorețov |
| 11 februarie 2023 16:00 | Halilcevic 10       | (14–10) | Kácsor 8      | Arena Næstved, Næstved Asistență: 747 Arbitri: Doicinov, Gorețov |
| 11 februarie 2023 16:00 | 2× 1×               | Raport  | 4×            | Arena Næstved, Næstved Asistență: 747 Arbitri: Doicinov, Gorețov |

| 12 februarie 2023 14:00 | RK Podravka | 23 – 31 | Sola HK    | Sportska dvorana Gimnazije „Fran Galović”, Koprivnica Asistență: 500 Arbitri: Picard, Vauchez |
| 12 februarie 2023 14:00 | Barišić 10  | (12–10) | L. Deila 7 | Sportska dvorana Gimnazije „Fran Galović”, Koprivnica Asistență: 500 Arbitri: Picard, Vauchez |
| 12 februarie 2023 14:00 | 4×          | Raport  | 3×         | Sportska dvorana Gimnazije „Fran Galović”, Koprivnica Asistență: 500 Arbitri: Picard, Vauchez |

| 19 februarie 2023 16:00 | Sola HK    | 26 – 28 | Nykøbing Falster HK | Idrettshall, Stavanger Asistență: 873 Arbitri: Ivanauskas, Jencevičius |
| 19 februarie 2023 16:00 | L. Deila 8 | (16–17) | Mikkelsen, Svele 6  | Idrettshall, Stavanger Asistență: 873 Arbitri: Ivanauskas, Jencevičius |
| 19 februarie 2023 16:00 | 3×         | Raport  | 2× 1×               | Idrettshall, Stavanger Asistență: 873 Arbitri: Ivanauskas, Jencevičius |

| 19 februarie 2023 18:00 | Debreceni VSC | 32 – 31 | RK Podravka       | Hódos Imre Rendezvénycsarnok, Debrețin Asistență: 1800 Arbitri: Kijauskaitė, Žalienė |
| 19 februarie 2023 18:00 | Kácsor 9      | (19–15) | patru jucătoare 5 | Hódos Imre Rendezvénycsarnok, Debrețin Asistență: 1800 Arbitri: Kijauskaitė, Žalienė |
| 19 februarie 2023 18:00 | 5× 1×         | Raport  | 6×                | Hódos Imre Rendezvénycsarnok, Debrețin Asistență: 1800 Arbitri: Kijauskaitė, Žalienė |

### Grupa D
| Loc | Echipa             | MJ | V | E | Î | GM  | GP  | DG  | Pct | Calificare           |
| --- | ------------------ | -- | - | - | - | --- | --- | --- | --- | -------------------- |
| 1   | Thüringer HC       | 6  | 4 | 1 | 1 | 188 | 162 | +26 | 9   | Sferturile de finală |
| 2   | SCM Râmnicu Vâlcea | 6  | 3 | 1 | 2 | 183 | 178 | +5  | 7   | Sferturile de finală |
| 3   | Paris 92           | 6  | 3 | 0 | 3 | 154 | 156 | −2  | 6   |                      |
| 4   | Váci NKSE          | 6  | 1 | 0 | 5 | 156 | 185 | −29 | 2   |                      |

| 7 ianuarie 2023 16:00 | Thüringer HC | 28 – 24 | Paris 92         | Salza Halle, Bad Langensalza Asistență: 1000 Arbitri: Rauchs, Linster |
| 7 ianuarie 2023 16:00 | Lott 9       | (17–10) | șase jucătoare 3 | Salza Halle, Bad Langensalza Asistență: 1000 Arbitri: Rauchs, Linster |
| 7 ianuarie 2023 16:00 | 4× 2×        | Raport  | 2× 1×            | Salza Halle, Bad Langensalza Asistență: 1000 Arbitri: Rauchs, Linster |

| 8 ianuarie 2023 14:00 | SCM Râmnicu Vâlcea | 40 – 30 | Váci NKSE  | Sala Sporturilor „Traian”, Râmnicu Vâlcea Asistență: 2000 Arbitri: Jerlecki, Łabuń |
| 8 ianuarie 2023 14:00 | Elghaoui, Glibko 9 | (21–18) | Kuczora 10 | Sala Sporturilor „Traian”, Râmnicu Vâlcea Asistență: 2000 Arbitri: Jerlecki, Łabuń |
| 8 ianuarie 2023 14:00 | 3×                 | Raport  | 1×         | Sala Sporturilor „Traian”, Râmnicu Vâlcea Asistență: 2000 Arbitri: Jerlecki, Łabuń |

| 15 ianuarie 2023 14:00 | Paris 92    | 24 – 22 | SCM Râmnicu Vâlcea | Palais des Sports Robert Charpentier, Issy-les-Moulineaux Asistență: 600 Arbitri: Kijauskaitė, Žalienė |
| 15 ianuarie 2023 14:00 | Lassource 6 | (10–10) | Glibko 6           | Palais des Sports Robert Charpentier, Issy-les-Moulineaux Asistență: 600 Arbitri: Kijauskaitė, Žalienė |
| 15 ianuarie 2023 14:00 | 5× 1×       | Raport  | 5×                 | Palais des Sports Robert Charpentier, Issy-les-Moulineaux Asistență: 600 Arbitri: Kijauskaitė, Žalienė |

| 15 ianuarie 2023 18:00 | Váci NKSE            | 28 – 34 | Thüringer HC      | Vác Városi Sportcsarnok, Vác Asistență: 600 Arbitri: Lončar, Lončar |
| 15 ianuarie 2023 18:00 | Kuczora, Marincsák 8 | (13–21) | Frey, Lundgreen 7 | Vác Városi Sportcsarnok, Vác Asistență: 600 Arbitri: Lončar, Lončar |
| 15 ianuarie 2023 18:00 | 1×                   | Raport  | 7× 1×             | Vác Városi Sportcsarnok, Vác Asistență: 600 Arbitri: Lončar, Lončar |

| 22 ianuarie 2023 18:00 | Váci NKSE | 27 – 26 | Paris 92  | Vác Városi Sportcsarnok, Vác Asistență: 600 Arbitri: Hofer, Schmidhuber |
| 22 ianuarie 2023 18:00 | Kuczora 9 | (13–11) | Flippes 9 | Vác Városi Sportcsarnok, Vác Asistență: 600 Arbitri: Hofer, Schmidhuber |
| 22 ianuarie 2023 18:00 | 2× 1×     | Raport  | 2×        | Vác Városi Sportcsarnok, Vác Asistență: 600 Arbitri: Hofer, Schmidhuber |

| 22 ianuarie 2023 18:00 | Thüringer HC | 38 – 31 | SCM Râmnicu Vâlcea | Wiedigsburghalle, Nordhausen Asistență: 1200 Arbitri: Nygaard, Nicklas |
| 22 ianuarie 2023 18:00 | Lott 9       | (19–16) | Glibko 9           | Wiedigsburghalle, Nordhausen Asistență: 1200 Arbitri: Nygaard, Nicklas |
| 22 ianuarie 2023 18:00 | 2×           | Raport  | 4× 1×              | Wiedigsburghalle, Nordhausen Asistență: 1200 Arbitri: Nygaard, Nicklas |

| 4 februarie 2023 16:00 | SCM Râmnicu Vâlcea | 32 – 32 | Thüringer HC | Sala Sporturilor „Traian”, Râmnicu Vâlcea Asistență: 2150 Arbitri: Kulović, Škaljić |
| 4 februarie 2023 16:00 | Elghaoui 11        | (16–17) | Lott 8       | Sala Sporturilor „Traian”, Râmnicu Vâlcea Asistență: 2150 Arbitri: Kulović, Škaljić |
| 4 februarie 2023 16:00 | 1×                 | Raport  | 3× 1×        | Sala Sporturilor „Traian”, Râmnicu Vâlcea Asistență: 2150 Arbitri: Kulović, Škaljić |

| 4 februarie 2023 18:00 | Paris 92  | 26 – 24 | Váci NKSE | Palais des Sports Robert Charpentier, Issy-les-Moulineaux Asistență: 1000 Arbitri: Capoccia, Jucker |
| 4 februarie 2023 18:00 | Niombla 7 | (12–15) | Kuczora 9 | Palais des Sports Robert Charpentier, Issy-les-Moulineaux Asistență: 1000 Arbitri: Capoccia, Jucker |
| 4 februarie 2023 18:00 | 4× 1×     | Raport  | 5×        | Palais des Sports Robert Charpentier, Issy-les-Moulineaux Asistență: 1000 Arbitri: Capoccia, Jucker |

| 11 februarie 2023 16:00 | SCM Râmnicu Vâlcea | 30 – 28 | Paris 92    | Sala Sporturilor „Traian”, Râmnicu Vâlcea Asistență: 2000 Arbitri: Mikelić, Parađina |
| 11 februarie 2023 16:00 | Glibko 10          | (12–12) | Lassource 7 | Sala Sporturilor „Traian”, Râmnicu Vâlcea Asistență: 2000 Arbitri: Mikelić, Parađina |
| 11 februarie 2023 16:00 | 5× 2×              | Raport  | 5× 1×       | Sala Sporturilor „Traian”, Râmnicu Vâlcea Asistență: 2000 Arbitri: Mikelić, Parađina |

| 12 februarie 2023 14:00 | Thüringer HC                 | 31 – 21 | Váci NKSE         | Wiedigsburghalle, Nordhausen Asistență: 1300 Arbitri: Klompers, Stobbe |
| 12 februarie 2023 14:00 | Holmberg, Jakubisová, Lott 5 | (16–8)  | cinci jucătoare 3 | Wiedigsburghalle, Nordhausen Asistență: 1300 Arbitri: Klompers, Stobbe |
| 12 februarie 2023 14:00 | 2× 1×                        | Raport  | 3× 1×             | Wiedigsburghalle, Nordhausen Asistență: 1300 Arbitri: Klompers, Stobbe |

| 18 februarie 2023 16:00 | Váci NKSE            | 26 – 28 | SCM Râmnicu Vâlcea | Vác Városi Sportcsarnok, Vác Asistență: 600 Arbitri: Lindenbaum, Laron |
| 18 februarie 2023 16:00 | B. Ballai, Kuczora 7 | (13–13) | Glibko 6           | Vác Városi Sportcsarnok, Vác Asistență: 600 Arbitri: Lindenbaum, Laron |
| 18 februarie 2023 16:00 | 4× 2×                | Raport  | 7× 1×              | Vác Városi Sportcsarnok, Vác Asistență: 600 Arbitri: Lindenbaum, Laron |

| 18 februarie 2023 18:00 | Paris 92    | 26 – 25 | Thüringer HC               | Palais des Sports Robert Charpentier, Issy-les-Moulineaux Asistență: 1100 Arbitri: Hatipoğlu, Şimşek |
| 18 februarie 2023 18:00 | Lassource 7 | (14–14) | Holmberg, Lott, Reichert 4 | Palais des Sports Robert Charpentier, Issy-les-Moulineaux Asistență: 1100 Arbitri: Hatipoğlu, Şimşek |
| 18 februarie 2023 18:00 | 4×          | Raport  | 3×                         | Palais des Sports Robert Charpentier, Issy-les-Moulineaux Asistență: 1100 Arbitri: Hatipoğlu, Şimşek |